# Theridion kobrooricum
Theridion kobrooricum är en spindelart som beskrevs av Embrik Strand 1911. Theridion kobrooricum ingår i släktet Theridion och familjen klotspindlar. Inga underarter finns listade i Catalogue of Life.